# Агбулаґ (Гавахинська сільська рада)
Агбулак (азерб. Ağbulaq), Момна (вірм. Մոմնա), Мсмна (вірм. Մսմնա) — село у Ходжавендському районі Азербайджану, з 1992 по 2023 було під контролем Нагірно-Карабаської республіки. Село розташоване за 26 км на південний захід від міста Ходжавенд, за 2 км на південь від села Гавахан, за 3 км на схід від села Хачмач, за 5 км на північ від села Сарушен, за 4 км на північний захід від села Херхан, за 7 км на захід від села Карагундж та за 5 км на захід від села Колхозашен.